# Osmia nigricollis
Osmia nigricollis là một loài Hymenoptera trong họ Megachilidae. Loài này được Warncke mô tả khoa học năm 1992.